# Ярославлев, Евгений Сергеевич
Евгений Сергеевич Ярославлев (род. 6 апреля 1994, Казань) — российский хоккеист, вратарь.

## Биография
Воспитанник казанского «Ак Барса». Выступал в системе клуба за команды «Ирбис» (2011/12 — 2012/13, МХЛ-Б и 2014/15, МХЛ), «Барс» (2011/12 — 2013/14, МХЛ и 2014/15 — 2016/17, ВХЛ), «Нефтяник» Альметьевск (2016/17 — 2017/18). В сезонах 2018/19 — 2022/23 играл за команду ВХЛ «Зауралье» Курган.
21 мая 2024 года подписал однолетний двусторонний контракт с московским «Динамо». Сезон 2024/25 начал в команде ВХЛ «Динамо» Санкт-Петербург. 12 октября в домашнем матче московского «Динамо» против «Салавата Юлаева» (4:2) дебютировал в КХЛ.